# Shannon (Nouvelle-Zélande)
Shannon est une petite ville du District de Horowhenua dans l’Île du Nord de la Nouvelle-Zélande.

## Situation
Elle est localisée à 28 kilomètres au sud-ouest de la ville de Palmerston North et à 15 kilomètres au nord-est de la ville de Levin.
Le fleuve  Manawatu passe à l’ouest de la ville.

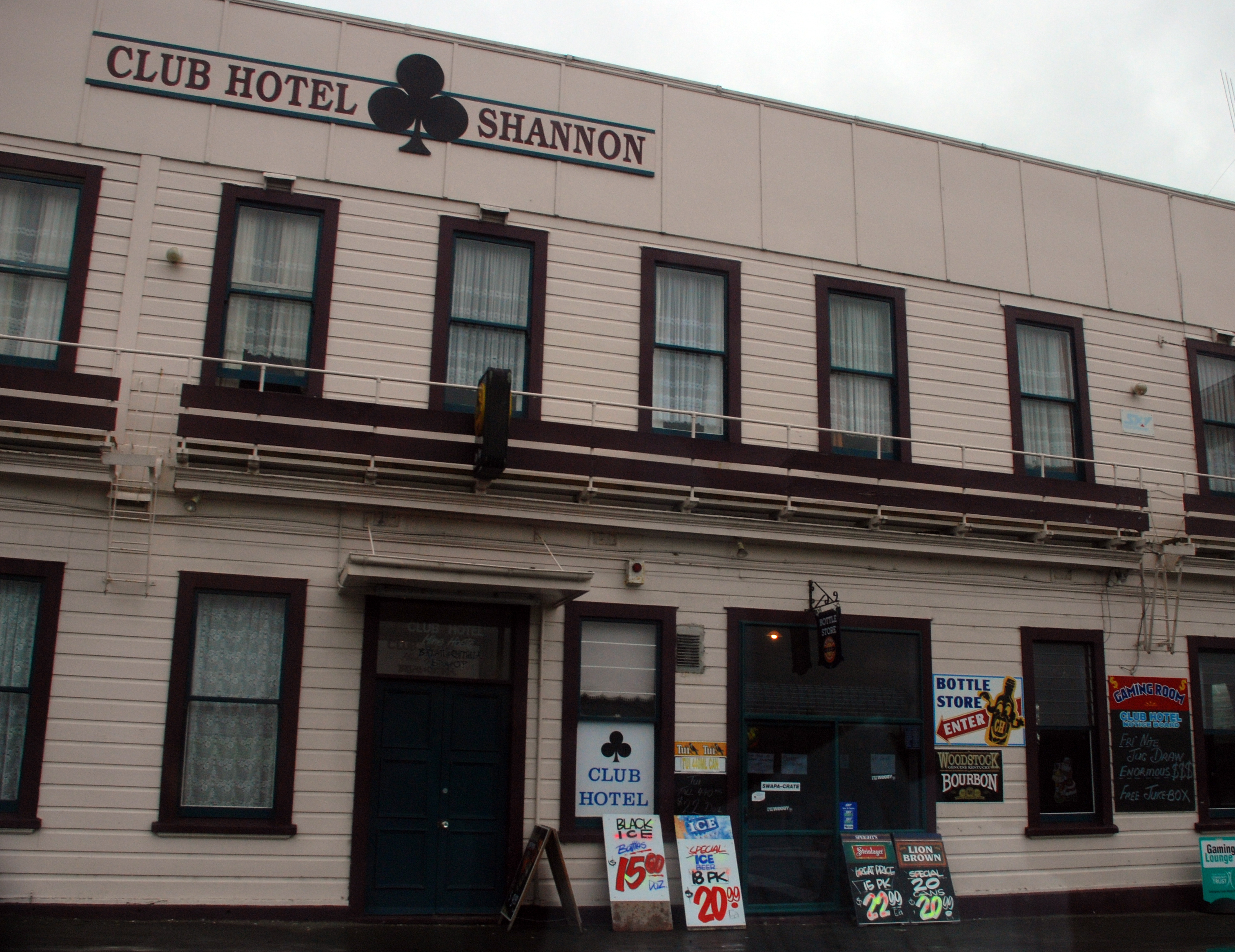
Hôtel Club en 2006

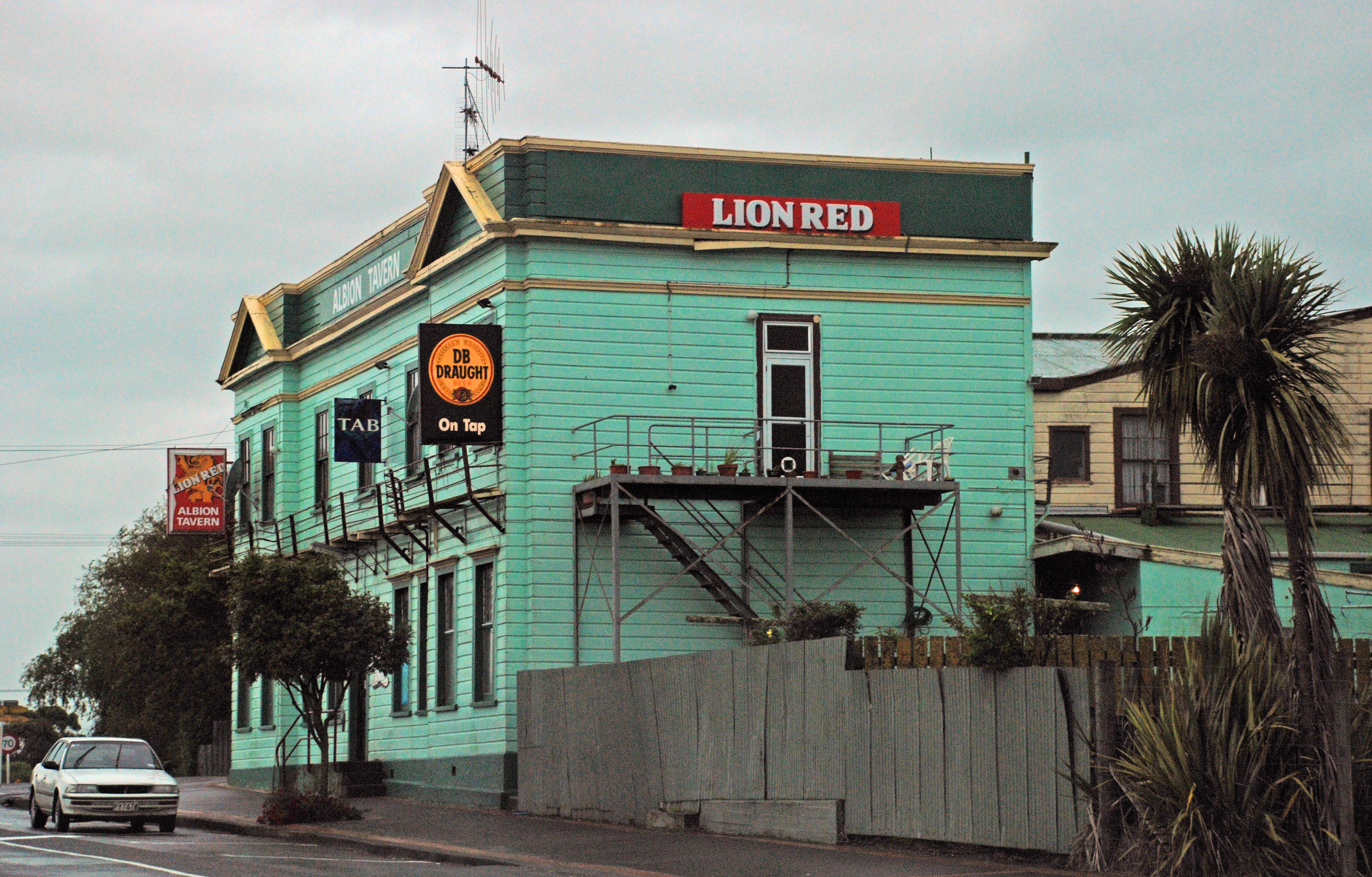
Hôtel Albion, qui brûla en 2013

## Population
La population de la ville lors du recensement de 2006 en Nouvelle-Zélande était de 1 506 habitants.

## Histoire
Shannon comportait initialement des marécages étendus et était le centre des moulins pour le traitement du flax (en).
Les terres sur lesquelles la ville fut installée ensuite, était une partie d’une dotation de 215 000 acres acquis vers 1881 par la compagnie de la WMR (en).
Au début la compagnie a souhaité étendre sa ligne de chemin de fer de la ville de Levin à celle de Foxton, mais ensuite elle procéda à la mise en valeur des terres et ouvrit la zone en donation.
En conséquence, la ligne fut installée le long du tracé actuel via Shannon.
La ville est considérée avoir été fondée le 8 mars 1887 quand les premiers lots des terres de la ville furent vendues.

## Toponymie
Shannon fut dénommée d’après George Vance Shannon (1842–1920), un directeur de la société WMR.
Elle fut constituée en borough en 1917.

## Accès
La gare de Shannon Railway Station (en) est le plus important des rares restes physiques de la WMR, qui fut acquis par le réseau national de Nouvelle-Zélande (en) en 1908.
La station est un arrêt pour le train à longue distance du Capital Connection (en), un train de banlieue circulant entre Wellington et Palmerston North.

## Activités économiques
Les principales activités dans le district sont la production laitière, l’élevage ovin et l’agriculture mixte.
La ville de Mangaore, cinq kilomètres à l’est, est une ville résidentielle non loin de la centrale électrique de Mangahao (en), qui fut la deuxième centrale électrique construite en Nouvelle-Zélande et la première à être construite par le gouvernement.
Cette centrale est la plus ancienne fournissant toujours de l'électricité pour les besoins de la Nouvelle-Zélande.
Aujourd’hui, Shannon est un point de passage entre Palmerston North et Wellington avec deux cafés, une laiterie, un magasin de fournitures rurales, un pub, un poissonnier et une friterie, une école primaire, un supermarché Four Square (en), une station service et une galerie d’art.

## Loisirs
La ville a aussi une solide équipe de rugby et plusieurs équipes de netball.

## Éducation
Une grande partie de la population est maorie avec une école primaire locale orientée maorie.
L’école de Shannon a un décile de 1 pour l’école primaire, qui va de l’année 1 à 8 avec un effectif d'environ 190 élèves .

## Les attractions

### Owlcatraz
Owlcatraz est un parc animalier consacré aux oiseaux et animaux sauvages indigènes, et l'une des principales attractions de la ville.
Il fut ouvert en 1997 par Ross & Janet Campbell.
Owlcatraz a reçu plus de 300 000 visiteurs depuis le 27 juin 2010.

### Helen's town / Flaxville
La ville abritait autrefois le travail créatif d'Helen Pratt qui consistait en de grandes maquettes de villes avec des versions miniatures de nombreux monuments emblématiques de Nouvelle-Zélande, un train en marche et un carnaval, le tout fait à la main.
L'exposition se trouvait au 36 Stout Street jusqu’à ce que le bâtiment fut fermé dans les années 1990.
La collection d’Helen fut présentée au public pendant une brève période sous le nom de Flaxville au 16 Ballance Street, puis elle a quitté Shannon pour être exposée à Murrayfield, un musée situé entre Shannon et Levin sur le trajet de la route 57.